# The Garden of Weeds
The Garden of Weeds è un film muto del 1924 diretto da James Cruze. La sceneggiatura si basa sull'omonimo lavoro teatrale di Leon Gordon e Doris Marquette presentato a New York il 28 aprile 1924.
Prodotto dalla Famous Players-Lasky Corporation, venne distribuito dalla Paramount il 2 novembre 1924. La protagonista, l'attrice Betty Compson, si sposò con il regista nello stesso anno.

## Trama
Phillip Flagg, ricco promoter teatrale, intrattiene le ragazze nella sua tenuta, The Garden of Weeds ma, quando Dorothy Delbridge, una delle showgirl, rifiuta le sue avances, lui la licenzia in tronco. Lei, senza soldi, è costretta ad accettare l'ospitalità di Flagg finché non trova un fidanzato, l'altrettanto ricco Douglas Crawford. Al momento di sposarlo, però, Dorothy esita a rivelare a Douglas la verità. Durante una cena con Flagg, questi le fa delle velate minacce, provocandole angoscia. Invece di continuare a tacere, confessa tutto a Douglas che le rivela che lui lo sapeva da sempre. Non potendo perdonare Flagg, si batte con lui che, durante lo scontro,  rimane ucciso per una caduta.

## Produzione
Il film fu presentato da Jesse L. Lasky e da Adolph Zukor e prodotto dallo stesso regista James Cruze per la Famous Players-Lasky Corporation (la futura Paramount Pictures).

## Distribuzione
Distribuito dalla Paramount, il film uscì nelle sale degli Stati Uniti il 2 novembre 1924.
Il copyright del film, richiesto dalla Famous Players-Lasky Corp., fu registrato il 12 novembre 1924 con il numero LP20758.

### Conservazione
Non si conoscono copie ancora esistenti della pellicola che viene considerata presumibilmente perduta.